# Eunhyuk
Đây là một tên người Triều Tiên, họ là Lee.
Lee Hyuk-jae (sinh ngày 4 tháng 4 năm 1986), được biết đến với nghệ danh Eunhyuk, là một ca sĩ kiêm nhạc sĩ, rapper và vũ công người Hàn Quốc. Anh là thành viên của nhóm nhạc Super Junior và các nhóm nhỏ khác như: Super Junior-T, Super Junior-H, Super Junior-M và Super Junior-D&E.
Eunhyuk sinh ra và lớn lên ở thành phố Goyang tỉnh Gyeonggi. Anh gia nhập vào SM Entertainment sau khi vượt qua một buổi thử giọng vào năm 2000 tại Seoul. Sau đó vào năm 2002, Eunhyuk và những người bạn thân của mình bao gồm Sungmin  và Junsu được SM đề cử vào nhóm nhạc dự án R&B có tên là "Daeneb", nhưng ý định thành lập nhóm này đã nhanh chóng thất bại. Mặc dầu vậy, sự nổi tiếng của họ đã bắt đầu khởi sắc khi họ xuất hiện trên các phương tiện truyền thông ngay tại quê hương của họ. Đó cũng là lúc họ củng cố ước mơ trở thành ca sĩ, rapper và dancer.
Ngày 6 tháng 11 năm 2005, Eunhyuk đã ra mắt chính thức cùng với 11 thành viên khác của Super Junior 05 (tên của nhóm trước khi họ thêm thành viên thứ 13 là Kyuhyun) trên chương trình âm nhạc Inkigayo của kênh SBS, với màn trình diễn single đầu tay Twins (Knock out). Sau đó, Eunhyuk đã lần lượt tham gia vào các album tiếp theo của Super Junior cũng như các chuyến lưu diễn của nhóm. Gần đây anh tham gia vào album The Road: Keep on Going, được phát hành vào tháng 6 năm 2022. Cùng lúc đó anh còn tham gia vào chuyến lưu diễn mới của nhóm là Super Show 9. Trong nhóm Super Junior, Eunhyuk được đặt vào 2 nhóm nhỏ bao gồm Super Junior-T và Super Junior-H. Năm 2011, anh gia nhập vào nhóm nhỏ Super Junior-M cùng với Sungmin và nhóm nhỏ Super Junior-D&E cùng với Donghae.
Ngày 6/8/2022, khi đang tham gia một tour lưu diễn của Super Junior ở Philippines, Eunhyuk bất ngờ nhận được tin ba của mình là ông Lee Kang Heon đã qua đời. Nguyên nhân chết vẫn chưa được biết vì gia đình của Eunhyuk đã khuyên giới truyền thông không được cung cấp bất cứ thông tin gì về cái chết của ba anh, mong họ hãy "để cho ông ấy được yên nghỉ". Eunhyuk đã phải tạm ngừng hoạt động với nhóm Super Junior để trở về Hàn Quốc chịu tang ba mình.
Ngày 31 tháng 8 năm 2023, Eunhyuk đã cùng với thành viên Donghae thành lập ra một công ty riêng có tên là ODE Entertainment sau khi cả hai quyết định không gia hạn hợp đồng với SM Entertainment và rời công ty này ngay ngày hôm sau (01/09). Được biết sau khi thành lập ra ODE Entertainment thì cả hai sẽ cùng nhau làm CEO của công ty này. Mặc dù đã rời khỏi SM Entertainment nhưng cả hai đều vẫn tiếp tục hoạt động với tư cách là thành viên của nhóm Super Junior.

## Weekly Idol
Vào tháng 4 năm 2020, Eunhyuk được thông báo là sẽ trở thành MC cố định cho chương trình tạp kỹ có tên là Weekly Idol cùng với Hwang Kwang-hee.